# Оазис-дю-Сюд-Марокэн (биосферный резерват)

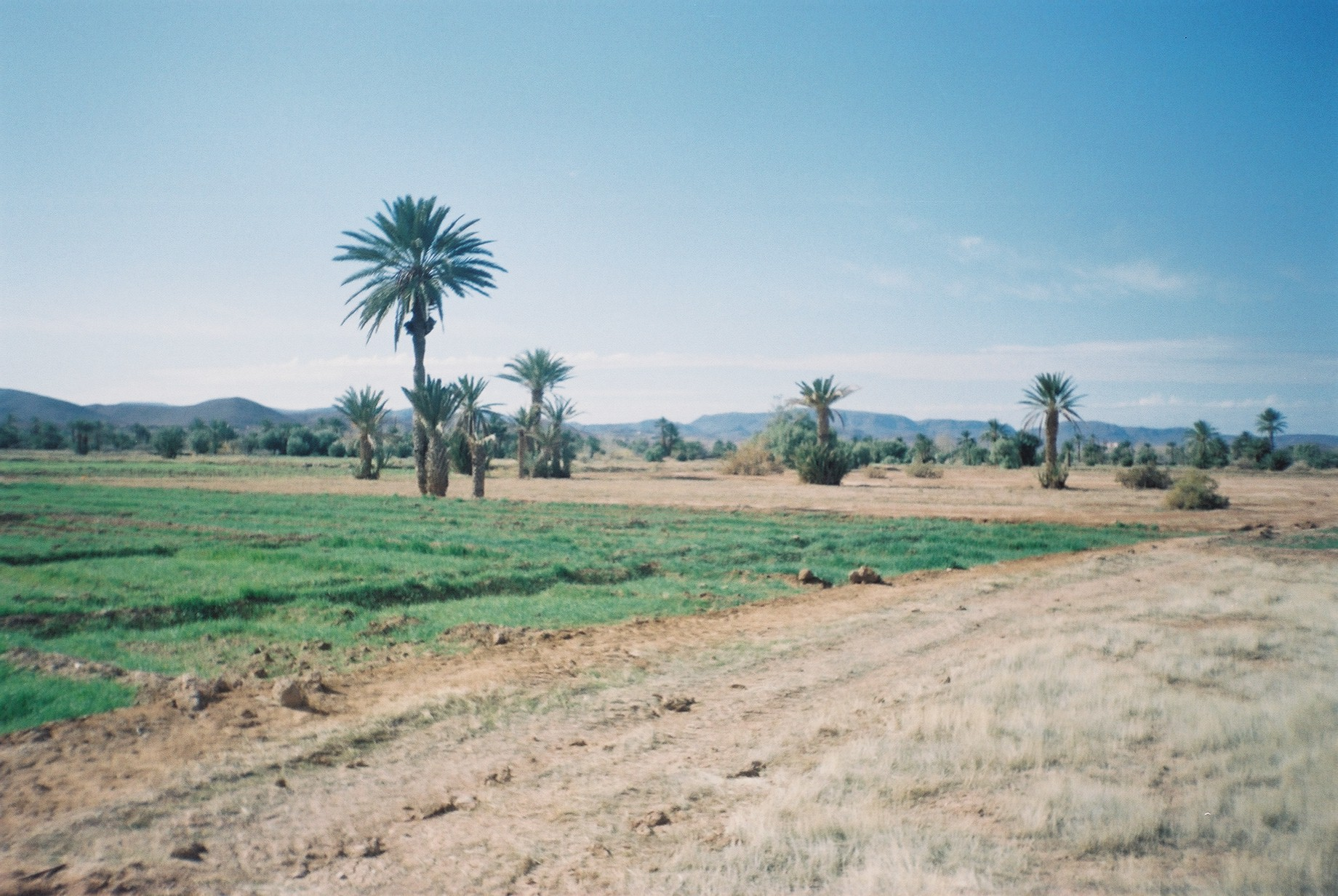
Долина Драа на территории резервата

Оазис-дю-Сюд-Марокэн (фр. Oasis du Sud Marocain), или южномарокканский оазис — биосферный резерват на востоке Марокко. Резерват основан в 2000 году.

## Физико-географическая характеристика
Резерват расположен а горном регионе на востоке страны. На севере резервата представлен горный хребет Высокий Атлас, а на западе — Антиатлас. Для остальных регионов характерны аллювиальные равнины и депрессии, а также каменистые пустыни. Высота над уровнем моря колеблется от 680 до 4 071 метров.
В базе данных всемирной сети биосферных резерватов указаны следующие координаты заповедника: 29°28′ с. ш. 3°34′ з. д. — 32°09′ с. ш. 7°45′ з. д.. Согласно концепции зонирования резерватов общая площадь территории, которая составляет 71 853,71 км², разделена на три основные зоны: ядро — 9 085,81 км², буферная зона — 46 192,3 км² и зона сотрудничества — 16 575,6 км².
Резерват представляет собой различные климатические зоны от влажного средиземноморского климата до сверхзасушливого пустынного. Резерват включает эффективную систему оазисов, которая широко используется в сельском хозяйстве и является основой экономики региона. На территории резервата расположены как естественные, так и искусственные водоёмы.

## Флора и фауна
Резерват с его системой оазисов является одним из буферов от нашествия песка Сахары и опустынивания территории.
Растительность водоёмов представляют осоковые (Cyperaceae), ситниковые (Juncaceae) и рдестовые (Potamogetonaceae), в частности, Potamogeton pectinatus. В высокогорных лесах произрастают можжевельник ладанный(Juniperus thurifera), можжевельник красноплодный (Juniperus phoenicea), Quercus rotundifolia, Arenaria pungens. Акации представлены Acacia raddiana и Acacia ehrenbergiana. В пустынной части резервата встречаются Fredolia aretioides, Haloxylon articulatum, Gymnocarpos decander, а на песчаных дюнах — Aristida pungens, Aristida plumosa, Aristida tenutana и Lotus jolyi. На скалах и клифах растут Warionia saharae, Perralderia coronopifolia, Trichodesma calcaratum.

## Взаимодействие с человеком

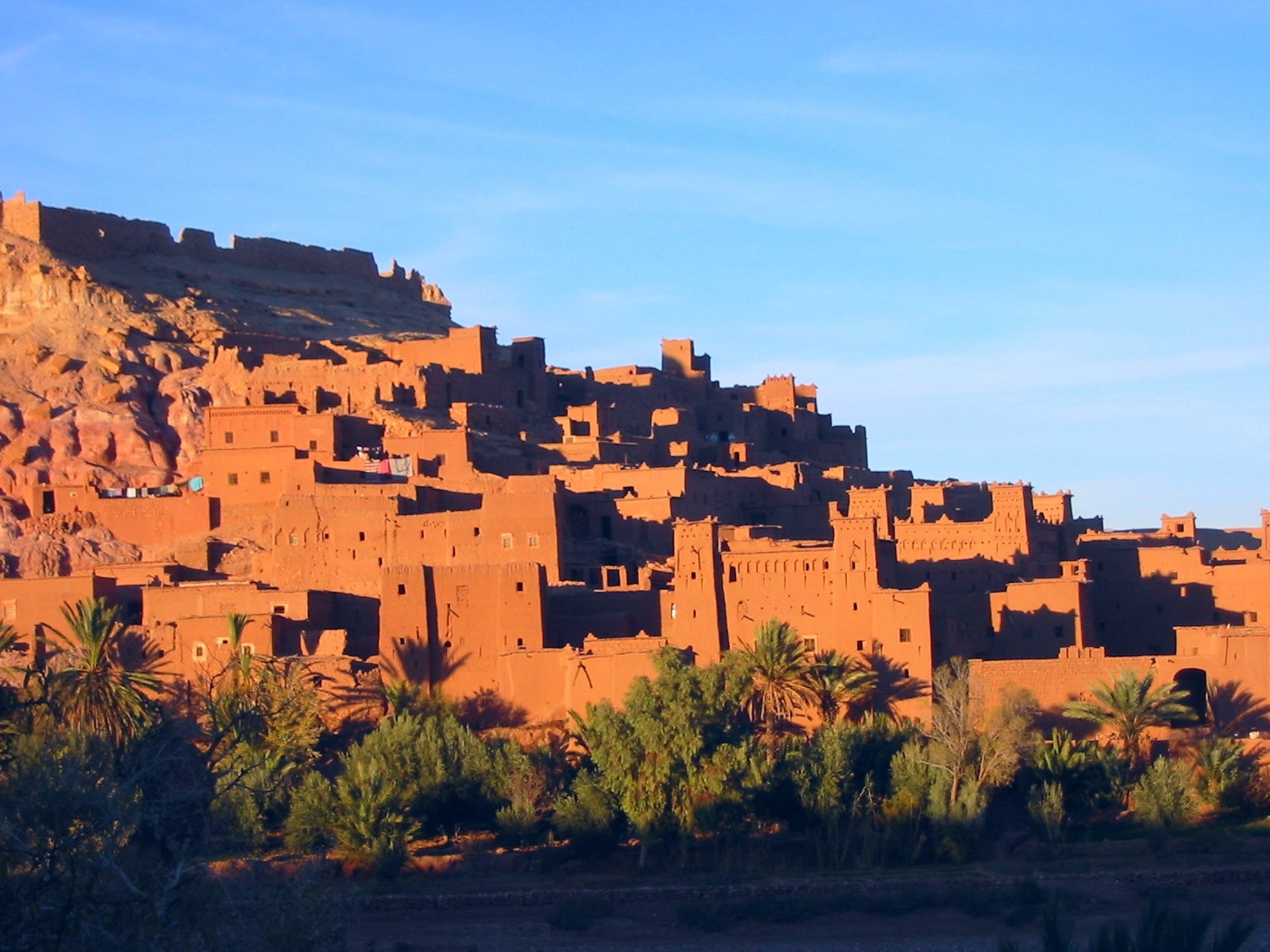
Крепость Аит-Бен-Хадду

По данным 2000 года на территории резервата проживало около 1300 тысяч человек. Люди жили в окрестностях оазисов тысячелетия. Среди исследовательских проектов резервата изучение истории территории, её демографии и этнических групп, изучение знаний местных жителей об экономике и использовании воды, изучение культурного и архитектурного наследия. На территории резервата находится объект Всемирного наследия крепость Аит-Бен-Хадду.
Кроме того проводится мониторинг климатических изменений, а также исследования пальмовых деревьев.